# Ochrotrichia riesi
Ochrotrichia riesi är en nattsländeart som beskrevs av Ross 1944. Ochrotrichia riesi ingår i släktet Ochrotrichia och familjen smånattsländor. Inga underarter finns listade i Catalogue of Life.